# Gaetano Ferri (baritono)
Gaetano Ferri (Parma, 20 dicembre 1818 – Parigi, 1881) è stato un baritono italiano.
Uno dei più influenti del suo tempo, fu ingaggiato per la prima stagione del Gran Teatre del Liceu di Barcellona.
Si distinse nel Nabucco alla Scala di Milano nel 1842, opera che fu riproposta in 57 rappresentazioni. Debuttò al Liceu ne I due Foscari di Verdi il 12 maggio 1847 nel ruolo del vecchio Francesco Foscari, che interpretò undici volte. Dopo dodici anni di assenza tornò al Liceu per esibirsi nel ruolo di Germont ne La traviata, nonché in altre opere.
Morì a Parigi dopo una carriera abbastanza fortunata.